# Jougne
Jougne és un municipi francès situat al departament del Doubs i a la regió de Borgonya - Franc Comtat. L'any 2007 tenia 1.347 habitants.

## Demografia

### Població
El 2007 la població de fet de Jougne era de 1.347 persones. Hi havia 567 famílies de les quals 202 eren unipersonals (105 homes vivint sols i 97 dones vivint soles), 146 parelles sense fills, 170 parelles amb fills i 49 famílies monoparentals amb fills.
La població ha evolucionat segons el següent gràfic:
Habitants censats

### Habitatges
El 2007 hi havia 900 habitatges, 590 eren l'habitatge principal de la família, 265 eren segones residències i 45 estaven desocupats. 500 eren cases i 394 eren apartaments. Dels 590 habitatges principals, 370 estaven ocupats pels seus propietaris, 199 estaven llogats i ocupats pels llogaters i 21 estaven cedits a títol gratuït; 32 tenien una cambra, 62 en tenien dues, 121 en tenien tres, 136 en tenien quatre i 239 en tenien cinc o més. 471 habitatges disposaven pel capbaix d'una plaça de pàrquing. A 279 habitatges hi havia un automòbil i a 265 n'hi havia dos o més.

### Piràmide de població
La piràmide de població per edats i sexe el 2009 era:
| Homes | Edats   | Dones |
| ----- | ------- | ----- |
| 0     | 95 o +  | 0     |
| 0     | 90 a 94 | 0     |
| 0     | 85 a 89 | 20    |
| 4     | 80 a 84 | 12    |
| 12    | 75 a 79 | 20    |
| 8     | 70 a 74 | 16    |
| 28    | 65 a 69 | 8     |
| 32    | 60 a 64 | 36    |
| 20    | 55 a 59 | 20    |
| 48    | 50 a 54 | 52    |
| 44    | 45 a 49 | 36    |
| 28    | 40 a 44 | 44    |
| 72    | 35 a 39 | 56    |
| 60    | 30 a 34 | 68    |
| 36    | 25 a 29 | 60    |
| 16    | 20 a 24 | 24    |
| 36    | 15 a 19 | 44    |
| 44    | 10 a 14 | 56    |
| 48    | 5 a 9   | 52    |
| 32    | 0 a 4   | 16    |

## Economia
El 2007 la població en edat de treballar era de 911 persones, 762 eren actives i 149 eren inactives. De les 762 persones actives 685 estaven ocupades (386 homes i 299 dones) i 76 estaven aturades (29 homes i 47 dones). De les 149 persones inactives 32 estaven jubilades, 61 estaven estudiant i 56 estaven classificades com a «altres inactius».

### Ingressos
El 2009 a Jougne hi havia 648 unitats fiscals que integraven 1.471 persones, la mediana anual d'ingressos fiscals per persona era de 24.241 €.

### Activitats econòmiques
Dels 63 establiments que hi havia el 2007, 1 era d'una empresa extractiva, 3 d'empreses alimentàries, 1 d'una empresa de fabricació d'altres productes industrials, 5 d'empreses de construcció, 14 d'empreses de comerç i reparació d'automòbils, 8 d'empreses de transport, 13 d'empreses d'hostatgeria i restauració, 6 d'empreses immobiliàries, 5 d'empreses de serveis, 4 d'entitats de l'administració pública i 3 d'empreses classificades com a «altres activitats de serveis».
Dels 18 establiments de servei als particulars que hi havia el 2009, 1 era una oficina de correu, 1 taller de reparació d'automòbils i de material agrícola, 1 fusteria, 1 lampisteria, 1 electricista, 2 perruqueries, 8 restaurants, 2 agències immobiliàries i 1 saló de bellesa.
Dels 8 establiments comercials que hi havia el 2009, 1 era un hipermercat, 1 una botiga de més de 120 m², 1 una botiga de menys de 120 m², 1 una llibreria, 2 botigues d'equipament de la llar, 1 una botiga de mobles i 1 una joieria.
L'any 2000 a Jougne hi havia 9 explotacions agrícoles que ocupaven un total de 540 hectàrees.

## Equipaments sanitaris i escolars
El 2009 hi havia una escola elemental.

## Poblacions més properes
El següent diagrama mostra les poblacions més properes.